# لگلان
لُگلان (Loglan) زبانی‌است ابداعی، اختراعی یا فراساخته و مهندسی‌شده بر پایه منطق و فاقد ابهامات و ایهامات موجود در زبان‌های طبیعی، که در سال ۱۹۵۵ توسط جیمز کوک براون اختراع گردید. در پی اختلافات حقوقی که در مورد کپی‌رایت در زبان لگلان|لُگلان پدید آمد، زبان لُژبان در سال ۱۹۷۷ابداع گردید و توسعهٔ آن از سال ۱۹۸۷ میلادی و از سوی گروه زبان منطقی (به انگلیسی: The Logical Language Group (LLG)) آغازشد. زبان لژبان شباهت بسیار زیادی به لگلان دارد و تنها به‌خاطر احتراز از مشکلات حقوقی، فقط ریشهٔ کلمات در آن قدری متفاوت با لگلان انتخاب شده‌است.
نام لگلان برگرفته از دو واژهٔ logical به معنای منطقی و language به معنای زبان می‌باشد.

## آواشناسی و نگارش
|                           | همخوان‌ها | همخوان‌ها  | همخوان‌ها | همخوان‌ها  | همخوان‌ها | همخوان‌ها  | همخوان‌ها | همخوان‌ها | همخوان‌ها | همخوان‌ها | همخوان‌ها | همخوان‌ها | همخوان‌ها | همخوان‌ها | همخوان‌ها  | همخوان‌ها | همخوان‌ها | کاراکترهای کمکی | کاراکترهای کمکی | کاراکترهای کمکی |
| ------------------------- | -------- | --------- | -------- | --------- | -------- | --------- | -------- | -------- | -------- | -------- | -------- | -------- | -------- | -------- | --------- | -------- | -------- | --------------- | --------------- | --------------- |
| الفبای آوانگاری بین‌المللی | [b]      | [ʃ] ([ʂ]) | [d]      | [f] ([ɸ]) | [ɡ]      | [ʒ] ([ʐ]) | [k]      | [l]      | [m]      | [n]      | [p]      | [r]      | [s]      | [t]      | [v] ([β]) | [x]      | [z]      | [h] ([θ])       | [ʔ]             | .               |
| الفبای لاتین              | b        | c         | d        | f         | g        | j         | k        | l        | m        | n        | p        | r        | s        | t        | v         | x        | z        | '               | .               | ,               |

|       | واکه‌ها    | واکه‌ها  | واکه‌ها | واکه‌ها    | واکه‌ها | واکه‌ها |
| ----- | --------- | ------- | ------ | --------- | ------ | ------ |
| IPA   | [a] ([ɑ]) | [ɛ] (e) | [i]    | [o] ([ɔ]) | [u]    | [ə]    |
| لاتین | a         | e       | i      | o         | u      | y      |